# 異端鋼彈
異端鋼彈（英語：Gundam Astray）為《機動戰士GUNDAM SEED ASTRAY系列》中所登場的虛構兵器。

## 機體解說
C.E.70當時，在地球與殖民地間的戰爭日漸激化中，感到強化本國防衛作戰能力的必要性的歐普開始進行MS的開發，不過，只在本國獨立開發的MS，因小型光束兵器及自然人用OS的開發困難而難有進展。
同樣感到自然人用OS開發困難的大西洋聯邦，決定委託歐普的摩根雷堤社共同進行MS的開發。此時，歐普五大氏族之一的薩哈克家，擅自決定讓摩根雷堤社承接這項委託，並且在開發製造的同時盜用其技術來推進本國MS的開發。
被委託進行開發的摩根雷堤社，嘗試運用大西洋聯邦的MS開發技術來完成本國防衛用的MS。。但是，期待的自然人用OS和MS的技術反而是摩根雷堤社在其之上。可是，因為得到了小型光束兵器技術的關係，開發中的自然人用OS和MS便更換為與大西洋聯邦相同的規格。
於是，作為原型機所被開發完成的便是異端鋼彈。當然，盜用技術很明顯地違反了與大西洋聯邦之間的契約。。
因為用的是與G兵器同樣的技術，在外觀、基本性能、標準裝備等，與G兵器有著許多的相似點。特別是光束來福槍與光束軍刀等的開發對大西洋聯邦的技術有著相當大的依存。
另一方面，異端鋼彈存在著獨自的特點。因為相轉移裝甲的分析失敗，裝甲採用歐普開發的發泡金屬，並藉由大幅減少在要害區域以外的裝甲輕量化機體，提高運動性能來減低被彈率。機體骨架因身體後方，肩膀後方，前腕正面，大腿側、後方，脛部全周消減裝甲而大幅露出，耐彈性能也因此極端降低。不過，機體重量比G兵器中最輕的決鬥鋼彈輕了10t以上，運動性能也對提高。作為機體骨骼的基本骨架也是與G兵器不同的獨自規格，有著無限接近人體的柔軟性。在骨架與機體重量的相乘之下，能夠發揮極高的運動性能。
同時，在必要時能夠從背部移動到腰部的小型背包和可交換的頭部零件等，在機體的各處設置的追加裝備的接點和機構，是與G兵器中的攻擊鋼彈相同開發理念的東西。而雖然追加裝備設計了相當多的種類，但都沒有實際被製造出來，最終僅在藍色機的電腦內留下設計資料。
最終，在海利歐波里斯的秘密工場裡開發的3架異端鋼彈「金色機」、「紅色機」、「藍色機」，及尚處於預備零件狀態的2架異端鋼彈，皆各自沿著不同的道路在動盪的時代中前進著。

### 標準武裝
75mm對空自動火神砲砲塔系統「豪豬陣」
光束來福槍
光束軍刀
與光束來福槍同樣是根據盜用的技術所開發的接近戰用武裝。槍把形狀與聯合的圓柱型相比之下，稍粗的橢圓形為其特徵。因為出力高，能源消耗很大。
抗光束防護盾
施以抗光束鍍層的護盾。與擁有相轉移裝甲的GAT-X系列不同，對耐彈性能低的異端鋼彈來說，是個能夠防禦實體彈的重要裝備。與攻擊鋼彈和決鬥鋼彈，以及之後所量產的M1異端式所持有的規格相同。

### ASTRAY的由來
所謂「異端（ASTRAY）」為非正道意義的英語單詞。起名的是擔任異端鋼彈開發、設計的摩根雷堤社技術人員愛麗卡·西蒙斯，而原因是藉由盜用技術的手段來開發，以及愛麗卡·西蒙斯對世界的現況和自身的立場的感嘆「I was led astray by bad directions.」。

## 金色機
搭乗者：隆德·吉納·薩哈克。